# Cepphis kurilibia
Cepphis kurilibia är en fjärilsart som beskrevs av Felix Bryk 1942. Cepphis kurilibia ingår i släktet Cepphis och familjen mätare. Inga underarter finns listade i Catalogue of Life.